# Ipomoea caudata
Ipomoea caudata är en vindeväxtart som beskrevs av Merritt Lyndon Fernald. Ipomoea caudata ingår i släktet praktvindor, och familjen vindeväxter. Inga underarter finns listade i Catalogue of Life.